# Darién-öböl
A Darién-öböl a Karib-tenger (Antilla-tenger) nyitott, széles öble Kolumbia északnyugati és Panama keleti része között.
Déli nyúlványa a zártabb Urabá-öböl; ennek déli végénél szokás meghúzni Dél-Amerika és Közép-Amerika határát. Ebbe az öbölbe torkollik a Parti-Kordillerák és a Nyugati-Kordillerák határfolyójának tekintett Atrato folyó.
A Darien scheme, Darien-terv 1698-ban indított skót kolonizációs kísérlet volt, célja egy skót kereskedelmi kolónia létrehozása volt a Panama-földszorosnál, a Darien-öbölben. A vállalkozást a Company of Scotland hívta életre, és több ezer skót telepes utazott a területre, hogy létrehozza Új-Caledoniát. A telepítés kezdeti nehézségei, a betegségek, az ellenséges spanyolok és a támogatás hiánya miatt a kolónia azonban kudarcot vallott. A túlélők 1700-ra kénytelenek voltak elhagyni a területet, és visszatérni Skóciába. A vállalkozás csődje jelentős pénzügyi veszteséget okozott Skóciában, és hozzájárult az 1707-es Unióhoz Angliával.